# Жизнь и смерть дворянина Чертопханова
«Жизнь и смерть дворянина Чертопханова» — советский двухсерийный художественный телефильм производства «Беларусьфильм». Драма режиссёра Виктора Турова по мотивам рассказов Ивана Тургенева «Чертопханов и Недопюскин», «Конец Чертопханова» и «Певцы» из цикла «Записки охотника».

## Сюжет
Главный герой фильма — дворянин Пантелей Еремеевич Чертопханов, небогатый помещик из обедневшего старинного рода, отличающийся гордым и неуживчивым характером. 
На похоронах своего дальнего родственника, богатого барина, Чертопханов заступился за Тихона Ивановича Недопюскина, получившего по завещанию барина небольшую деревню Бесселендеевку с 22 крестьянами, над которым издевались другие наследники умершего. После этого происшествия Чертопханов и Недопюскин, скромный и нерешительный человек, становятся близкими друзьями. Также в доме Чертопханова живёт молодая женщина Маша, которую Чертопханов считает неофициальной женой. 
Однажды на ярмарке Чертопханов спасает Мошеля Лейбу от избивавших его крестьян. В благодарность Лейба недорого продаёт Чертопханову отличного коня, которого Чертопханов называет Малек-Аделем. 
Однако счастливая жизнь Чертопханова продолжалась недолго. Сначала от Чертопханова, несмотря на его уговоры, уходит Маша, а затем, тяжело заболев, умирает единственный друг Чертопханова, Недопюскин. Отправившись в трактир после смерти друга, Чертопханов становится свидетелем замечательного соревнования двух певцов – Якова Турка и Рядчика. 
Вскоре Чертопханов лишается и своего любимого коня, которого ночью крадут из стойла. Чертопханов вместе с Мошелем Лейбой отправляются на поиски первого хозяина коня, который, по мнению Чертопханова, и украл его. 
Вернувшись через некоторое время с конём, Чертопханов ненадолго обретает душевный покой, но, обнаружив, что он ошибся и что приведённый им конь не Малек-Адель, окончательно теряет волю к жизни, начинает горько пить и вскоре умирает. 

## В ролях
- Бронюс Бабкаускас — Пантелей Еремеич Чертопханов
- Ольга Лысенко — Маша
- Юрий Медведев — Тихон Иванович Недопюскин
- Юрий Родионов — молодой охотник
- Зиновий Гердт — Мошель Лейба
- Станислав Чуркин — Перфирий
- Валерий Золотухин —  Яков Турок, певец (2-я серия)
- Янис Грантиньш — дворянин
- Михаил Васильев — продавец на ярмарке
- Ростислав Шмырёв — мужик в трактире (2-я серия)
- Валентин Рыжий — Рядчик, певец (2-я серия)

## Съёмочная группа
- Автор сценария: Алексей Тулушев
- Режиссёр: Виктор Туров
- Оператор: Эдуард Садриев
- Художник: Александр Чертович
- Композитор: Олег Янченко
- Песни исполняет: Галина Кретова

## Отзывы
Кинокритик Леонид Павлючик назвал картину одним из «бесспорных завоеваний «Беларусьфильма» в экранизации классики» и одной из «самых тонких и вдохновенных интерпретаций И. С. Тургенева» в истории советского кинематографа. По его словам, она стала исповедью для режиссёра:

В этом фильме, может быть, произошло наиболее гармоничное слияние лирической интонации, которая всегда пронизывает его фильмы, с миром природы, полным глубокой поэзии, с миром тургеневских образов, овеянных неким загадочным флёром. Но и этот мир, такой на первый взгляд ясный и умиротворённый, оказывается насквозь конфликтным, его пронизывают токи каких-то грядущих потрясений... Драма Чертопханова — это драма безверия, драма «лишнего» (или «преждевременного»?) человека — драма одинокого бунтаря, не знающего, против кого бунтовать. Это драма «русского Дон Кихота» (так определил свою актёрскую задачу... Бабкаускас)».
Обозреватель газеты «Вечерний Минск» М. Пушкина оценила фильм как один из этапных в творчестве Турова, его самое серьёзное размышление о смысле жизни: «Герой фильма, остро ощущая красоту жизни, гармонию природы, не может в то же время обрести душевного равновесия, не находит приложения собственным силам. Ни один герой туровских картин не находился в таком разладе с самим собой, в конфликте с окружающим миром».
Киновед Александр Липков отмечал сходство с фильмом Сергея Соловьёва «Станционный смотритель»:
«Картина Виктора Турова... кажется более затянутой, в ней заметны сбои вкуса, разностильность актёрского исполнения. Но и здесь в основе всего та же разлитая в воздухе непонятная и тревожная тоска, боль, недосказанность... В [названных фильмах]... упор сделан на то, что за сюжетом: авторы оставляют простор для поэтических раздумий, избегая дидактики, готовых выводов. Потому так значимо в фильме то и дело возникающее закадровое пение... высокий и чистый голос, как будто рвущийся из тесноты на простор».
Евгений Сергеев, также проводя параллели с картиной Соловьёва, где «присутствует Белкин, хотя бы по временам приобретающий право голоса», не обнаружил в экранизации Турова личности рассказчика. Режиссёр, по его мнению, заменил «рассказ свидетеля событий показом самих событий», оставив лишь диалоги и сюжет, который приходилось постоянно корректировать, и в итоге создал просто ещё одну вариацию на тему тургеневских образов:
«Но в новеллах Тургенева герои, их отношения, поступки, слова, манеры, их быт, окружающая природа — всё живёт только в восприятии рассказчика, наполняет его симпатиями и антипатиями, его иронией и лиризмом... Камера периодически пристально вглядывается в луга, поля, перелески, рассматривает дорогу, пашню, одуванчик... Да вот ведь странность: глядя на эти прекрасные, достойные рекламного путеводителя виды, вдруг убеждаешься, что всё-таки лучше один раз услышать от такого рассказчика, как Тургенев, чем сто раз увидеть».
Киновед Ольга Нечай высоко оценила картину, похвалив её художественные особенности, «тонкое лирическое дарование и мастерство оператора», и подчеркнув, что фильм хорошо смотрелся бы и на большом экране. Вместе с тем, он «ещё раз показал большие возможности телевизионного фильма в лирическом прочтении на экране тончайших нюансов внутренней жизни человека. Это прежде всего актёрский фильм, воздействующий на зрителя при помощи крупных планов героев, раскрывающий лирическое своеобразие прозы И. Тургенева актёрскими средствами».

## Награды
Приз газеты «Советский Узбекистан» режиссёру Владимиру Турову «за лучшую режиссёрскую работу» на V Всесоюзном фестивале телевизионных фильмов (Ташкент, 1972).